# Copa Asociación de Baloncesto Femenino 1990
La Copa Asociación de Baloncesto Femenino 1990 corresponde a la 3ª edición, y la última, de dicho torneo. Se celebró entre el 7 de abril y el 1 de mayo de 1990.
La disputan todos los equipos clasificados entre los puestos 6º y el 13º de la Primera División Femenina. Los cuartos de final se juegan a ida y vuelta. Las semifinales y la final se juegan a partido único en casa del mejor clasificado en liga. El ganador adquiere el derecho a jugar la Copa de la Reina 1989-90.

## Cuartos de final
Los partidos de ida se jugaron el 7 y 8 de abril y los de vuelta el 13 y 15 de abril.
| Equipo 1               | Agr.    | Equipo 2       | Ida   | Vuelta |
| ---------------------- | ------- | -------------- | ----- | ------ |
| Kerrygold Gran Canaria | 118–163 | Cepsa Tenerife | 57–83 | 61–80  |
| C. D. Xuncas           | 150–153 | CB Donostia    | 66–73 | 84–80  |
| Canoe Caja Postal      | 158–119 | Caja Segovia   | 70–60 | 88–59  |
| Caixa Tarragona        | 153–125 | Pryca Manresa  | 70–69 | 83–56  |

## Fase final
Los partidos de semifinales se jugaron el 22 de abril y la final el 1 de mayo, a partido único en casa del mejor clasificado en liga.
|  | Semifinales       | Semifinales       | Semifinales       | Semifinales       | Semifinales       | Semifinales       |                 |                 | Final           | Final           | Final           | Final | Final | Final |
|  |                   |                   |                   |                   |                   |                   |                 |                 |                 |                 |                 |       |       |       |
|  |                   |                   |                   |                   |                   |                   |                 |                 |                 |                 |                 |       |       |       |
|  |                   |                   |                   |                   |                   |                   |                 |                 |                 |                 |                 |       |       |       |
|  | Cepsa Tenerife    | Cepsa Tenerife    | Cepsa Tenerife    | Cepsa Tenerife    | Cepsa Tenerife    | 70                |                 |                 |                 |                 |                 |       |       |       |
|  | Cepsa Tenerife    | Cepsa Tenerife    | Cepsa Tenerife    | Cepsa Tenerife    | Cepsa Tenerife    | 70                |                 |                 |                 |                 |                 |       |       |       |
|  | Caixa Tarragona   | Caixa Tarragona   | Caixa Tarragona   | Caixa Tarragona   | Caixa Tarragona   | 78                |                 |                 |                 |                 |                 |       |       |       |
|  | Caixa Tarragona   | Caixa Tarragona   | Caixa Tarragona   | Caixa Tarragona   | Caixa Tarragona   | 78                | Caixa Tarragona | Caixa Tarragona | Caixa Tarragona | Caixa Tarragona | Caixa Tarragona | 79    |       |       |
|  |                   |                   |                   |                   |                   |                   | Caixa Tarragona | Caixa Tarragona | Caixa Tarragona | Caixa Tarragona | Caixa Tarragona | 79    |       |       |
|  |                   | Canoe Caja Postal | Canoe Caja Postal | Canoe Caja Postal | Canoe Caja Postal | Canoe Caja Postal | 70              |                 |                 |                 |                 |       |       |       |
|  | Canoe Caja Postal | Canoe Caja Postal | Canoe Caja Postal | Canoe Caja Postal | Canoe Caja Postal | Canoe Caja Postal | 70              | 84              |                 |                 |                 |       |       |       |
|  | Canoe Caja Postal | Canoe Caja Postal | Canoe Caja Postal | Canoe Caja Postal | Canoe Caja Postal |                   |                 |                 |                 |                 |                 |       |       |       |
|  | CB Donostia       | CB Donostia       | CB Donostia       | CB Donostia       | CB Donostia       | 69                |                 |                 |                 |                 |                 |       |       |       |
|  | CB Donostia       | CB Donostia       | CB Donostia       | CB Donostia       | CB Donostia       | 69                |                 |                 |                 |                 |                 |       |       |       |

### Final
| 1 de mayo de 1990, 17:30 | Caixa Tarragona                       | 79–70           | Canoe Caja Postal              |                                                     |  |
|                          | Parciales: 20–14, 25–14, 15–17, 19–25 |                 |                                |                                                     |  |
|                          | Estadísticas Royster 25 Clara 10      | Reporte Pts Reb | Estadísticas Vara 15 Hakala 10 | Pabellón: Tortosa Árbitros: Alzuria, Martín Bertrán |  |

| Ganadoras de la Copa Asociación 1990 |
| ------------------------------------ |
| Caixa Tarragona 1º título            |